# گمینا پراژموو
گمینا پراژموو (به لهستانی:  Gmina Prażmów) یک گمینا در لهستان است که در شهرستان پیاسچنو واقع شده‌است. گمینا پراژموو ۸۶٫۱۱ کیلومتر مربع مساحت و ۸٬۵۵۴ نفر جمعیت دارد.